# Tristan (prénom)
Pour les articles homonymes, voir Tristan.
Tristan est un prénom celtique, d'origine brittonique.
Sa signification est controversée, elle descendrait de la racine du prénom Drusdan.

## Notoriété
Prénom très à la mode au Moyen Âge, abandonné à la Renaissance, aujourd'hui il connaît un regain de popularité. Il a notamment été popularisé par la légende de Tristan et Iseut.
En France, ce prénom reste rare jusqu'au milieu du XXe siècle (autour d'une dizaine de naissances par an en moyenne) mais connaît un regain depuis les années 1970 avec un pic en 1999 (1 689 naissances) ; en 2004, 3 399 nouveau-nés ont reçu ce prénom, et 291 en 2020.

## Étymologie
Une autre version de ce prénom, plus archaïque, est Drustan, qui signifie druide en picte.
Un saint Tristan est vénéré en Bretagne, fort peu connu. Ce fut probablement un moine breton du Ve siècle qui évangélisa l'Irlande. Il se fête le 12 novembre et le 7 juillet.

## Fête
- 19 mai : voir saint Dunstan
- 11 juillet ou 15 décembre : saint Drostan, abbé du VIIe siècle mort vers 610, moine bénédictin, disciple de saint Colomba, il fut abbé de Deer (Dier) dans le comté d'Aberdeen, évangélisa le nord de l'Écosse
- 12 novembre : voir saint Christian

## Variantes en d'autres langues
- Allemand : Tristan
- Anglais : Tristan[2],[3], Tristram[2],[3], Tristen[2], Tristin[2], Triston[2]
  - Femmin: Trista[2]
- Breton : Tristan
- Espagnol : Tristán[2]
- Gallois : Tristan[2], Trystan[4], Drystan[2],[5],[6]
- Hongrois : Trisztán
- Italien : Tristano[2]
- Picte : Drosten[6], Drostan[6], Drustan[2]
- Polonais : Tristan
- Portugais : Tristão[2]
- Japonais : トリスタン

## Formes dérivées du prénom
- Tristane
- Tristana
- Trystan